# Xenodon pulcher
Xenodon pulcher (лат.) — вид змей из семейства ужеобразных, обитающий в Южной Америке.

## Описание
Общая длина достигает 75 см. Шея слабо выражена, голова практически не отграничена от туловища. Ростральний щиток на конце морды увеличен и поднят кверху, как у свиноносых ужей. Туловище компактное, коренастое. По окраске напоминает королевских змей чередованием красных, чёрных и светлых колец, однако границы между полосами нечёткие, размытые. За светлым (ярко-белыми или лимонно-жёлтыми) полосами располагаются многочисленные мелкие чёрные крапинки. Изредка встречаются меланисты.

## Образ жизни
Населяет окраины лесных массивов, редколесья, пампу. Ведёт наземный образ жизни. Активна днём. Питается земноводными, в частности лягушками. При угрозе сплющивает и выгибает переднюю треть туловища, совершая боковые броски.

## Размножение
Это яйцекладущая змея. Самка откладывает до 7 яиц.

## Распространение
Обитает в южной Бразилии, Боливии, Парагвае, северной Аргентине.